# Mez de Goëlo
Le Mez de Goëlo est un groupe d'îlots des Côtes-d'Armor, Bretagne, dans la baie de Saint-Brieuc, entre l'anse de Paimpol au nord-ouest et l'anse de Bréhec (sur Plouha) au sud-est. Il se compose principalement du grand (altitude 60 m) et du petit Mez de Goëlo, à la pointe de Plouézec (appellation maritime "pointe de Bilfot"), située sur le territoire de la commune de Plouézec.
Sur le rocher de l'Ost-Pic ou l'Hospic à 400 m à l'est du Grand Mez de Goëlo, est implanté le phare de Lost-Pic qui signale l'entrée de l'anse de Paimpol (parfois appelée "baie de Paimpol").

## Galerie

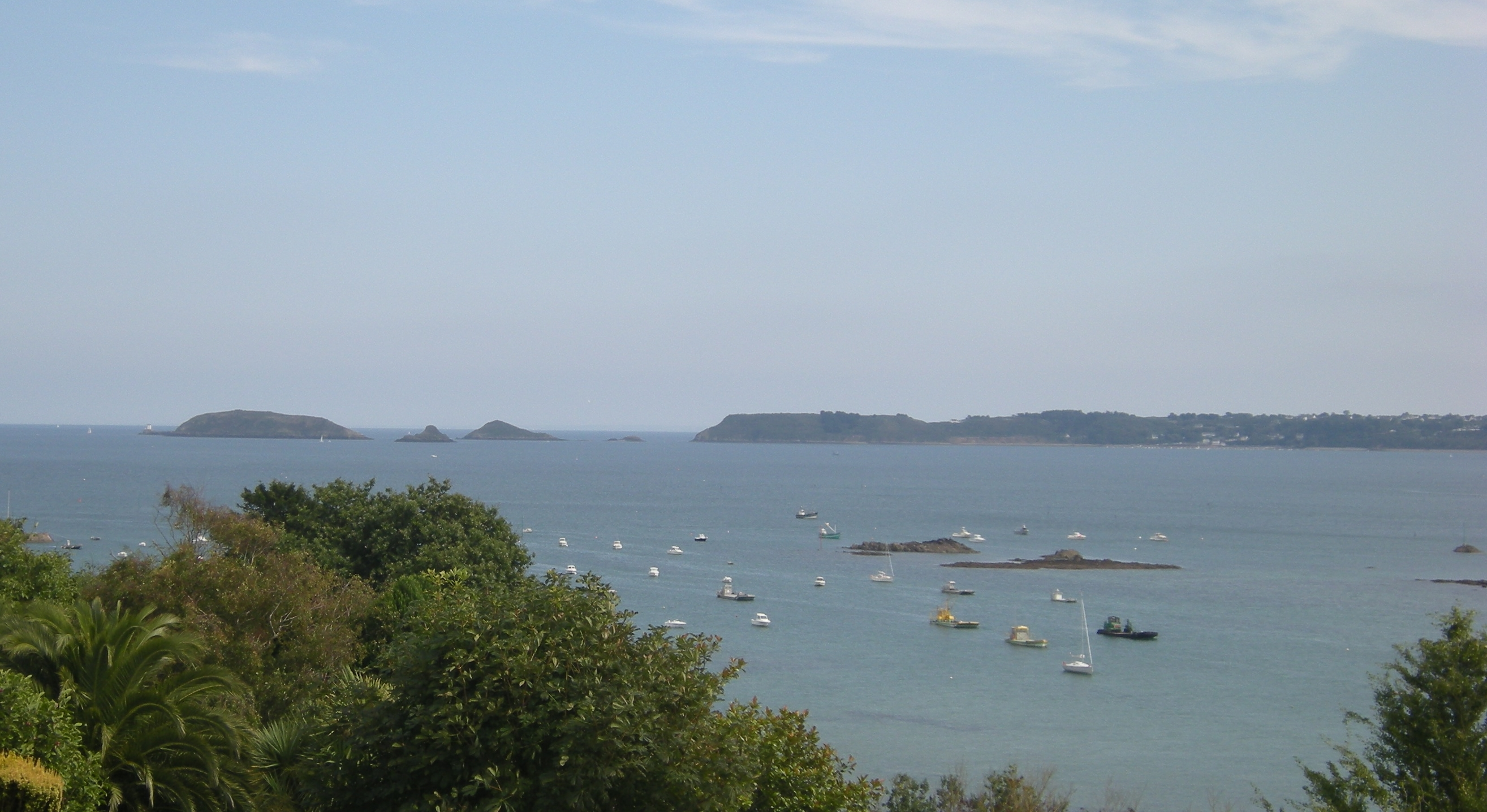
Les Mez de Goëlo vus depuis Pors-Even (Ploubazlanec). À gauche on distingue le phare de Lost-Pic, à droite la pointe de Plouézec avec le port de Port-Lazo.
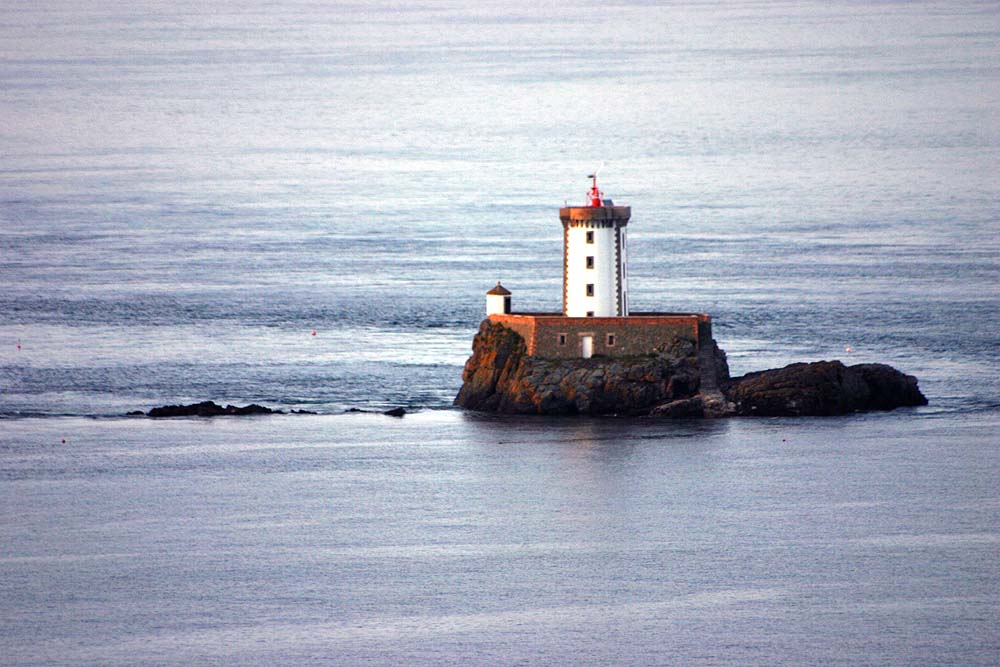
Phare de l'Ost-Pic ou Hospic.